# Gmina Leskovik
Gmina Leskovik (alb. Bashkia Leskovik) – gmina miejska położona w południowo-wschodniej części Albanii. Administracyjnie należy do okręgu Kolonja w obwodzie Korcza. W 2011 roku populacja gminy wynosiła 1 525 osób, 732 kobiety oraz 793 mężczyzn, z czego Albańczycy stanowili 63,41% mieszkańców, Grecy 10,16%, Arumuni 1,44%. Gmina leży w północnym Pindos.